# Betriebsgebäude der Hastra
Das ehemalige Betriebsgebäude  der HASTRA, heute  Trafo genannt, in Weyhe – Ortsteil Kirchweyhe, Kirchweyher Straße 51, stammt aus den 1920er Jahren. Seit den 1990er Jahren ist hier eine Begegnungs- und Bildungsstätte sowie das Jugendzentrum Trafo in Weyhe.
Das Gebäude steht unter Denkmalschutz (Siehe auch Liste der Baudenkmale in Weyhe).

## Geschichte
860 wurde Weyhe erstmalig erwähnt.
Nachdem in Weyhe zuerst Mühlen den Strom erzeugten wurden ab ca. 1915 das Überlandwerk Hoya gebaut, dass mit einer 15 KV Leitung Gödestorf, Okel, Sudweyhe, Dreye, Kirchweyhe, Leeste, Erichshof und Seckenhausen versorgte. Dreye und Kirchweyhe bekamen ab um 1925 den Strom vom Überlandwerk Dörverden (Wasserkraftwerk). Über das Umspannwerk in Kirchweyhe wurde auch die Bahn versorgt.
Das zweigeschossige verklinkerte Gebäude aus den 1920er Jahren mit Walmdach und einem zweigeschossigen Flügel sowie einem eingeschossigen Anbau diente der Hastra als  Betriebs- und Verwaltungsgebäude sowie als Umspannwerk. Es wurde als Betriebsgebäude aufgegeben und ab um 1987 saniert und umgebaut für eine Freizeit-, Begegnungs- und Bildungsstätte (TrafoGebäude) in Weyhe und wurde ab um 2006 auch als das Jugendzentrum Trafo und als Jugendwerkstatt sowie als Kinderhort genutzt.